# Особняк Лусегена Попова (Ростов-на-Дону)
Особняк Лусегена Попова (рос. Особняк Лусегена Попова) — будівля в Ростові-на-Дону, розташоване на площі Карла Маркса. Будинок був побудований в 1890—1891 роках і належав землевласнику і скотопромисловців Лусегену Попову. З 1928 року в особняку розміщується пологовий будинок, в 2012 році закритий на реконструкцію. Особняк Лусегена Попова має статус об'єкта культурної спадщини регіонального значення.

## Історія
Двоповерховий особняк був побудований в 1890—1891 роках на центральній площі міста Нахічевані-на-Дону (нині у складі Пролетарського району Ростова-на-Дону). Будинок належав відомому в місті землевласнику і скотопромисловців Лусегену Попову. Автором проекту будівлі, імовірно, був архітектор М. Н. Дурбах. Перший поверх особняка орендували різні контори і торгові лавки. Апартаменти власника розташовувалися на другому поверсі.
За даними на 1907 і 1916 роками будівля належала Мануку Михайловичу Попову, спадкоємця першого власника особняка. Манук Михайлович активно займався торгової і комерційної діяльністю і був відомим у місті благодійником.
У 1920 році в особняку розмістився військово-революційний комітет. У 1928 року в будівлі відкрився пологовий будинок. У роки Німецько-радянської війни під час окупації Ростова в пологовому будинку залишилися три жінки-лікаря. У підвалі вони обладнали пологовий зал де брали породіль. Після закінчення війни пологовий будинок був відремонтований і знову відкритий. У 2012 році пологовий будинок був закритий на реконструкцію.

## Архітектура
Особняк Лусегена Попова побудований у дусі еклектики, в його оформленні поєднуються мотиви бароко і класицизму. Архітектурно-художню композицію фасаду визначають центральна і бічні раскреповки, увінчані аттиками. Перший поверх будівлі оформлений рустом, другий оздоблений ліпниною та декоративною штукатуркою. Портали бічних вікон мають напівциркульні завершення з замковими каменями у вигляді жіночих головок. Архівольт цих вікон спираються на фігури атлантів і каріатид. Простінки центральної частини фасаду прикрашені напівколонами і пілястрами композитного ордера. Над парадним входом спочатку розташовувався балкон з навісом (розібраний у 1930-ті роки). Фриз над вікнами декорований картушами і рослинним орнаментом. Над центральною раскреповкой підноситься мезонін.
Будівля має коридорну систему планування з двостороннім розташуванням кімнат. Особняк відрізнявся багатим внутрішнім оздобленням, яке майже не збереглося до нашого часу. З центрального вестибюля на другий поверх вела двухмаршеві мармурові сходи. У центральній частині другого поверху знаходився зал, до якого примикали вітальня, їдальня, кабінет і житлові кімнати. Стіни кімнат були декоровані пілястрами, стеля прикрашали ліпні елементи. На заході особняк Попова примикає до колишнього будівлі вірменського магістрату.